# Comuna Koșleakî, Pidvolociîsk
Koșleakî (în ucraineană Кошляки) este o comună în raionul Pidvolociîsk, regiunea Ternopil, Ucraina, formată din satele Holotkî și Koșleakî (reședința).

## Demografie
Componența lingvistică a comunei Koșleakî
     Ucraineană (99,55%)
     Alte limbi (0,38%)
Conform recensământului din 2001, majoritatea populației comunei Koșleakî era vorbitoare de ucraineană (99,55%), existând în minoritate și vorbitori de alte limbi.